# Litarachna brasiliensis
Litarachna brasiliensis is een mijtensoort uit de familie van de Pontarachnidae. De wetenschappelijke naam van de soort is voor het eerst geldig gepubliceerd in 2007 door Smit.